# Adriaan Bellersen
Adrianus Alphonsus "Adri" Bellersen (Vinkeveen, 21 juli 1883 – Doorn, 8 april 1948) was een Nederlands wielrenner.
Bellersen was in 1910 winnaar van Olympia's Tour. In 1909 behaalde hij het kampioenschap van Utrecht en Gelderland.
Hij was gehuwd met Maria Geertuida de Bruijn (1887-1960). Hij handelde in ROHYP (Renteloze, Onopzegbare Hypotheken). In 1940 verhuisde hij naar Doorn in de provincie Utrecht, waar hij in 1948 op 64-jarige leeftijd overleed.